# Andrzej Iskra
Andrzej Iskra (ur. 26 kwietnia 1956 w Staszowie, zm. 18 października 2013 tamże) – polski samorządowiec, były burmistrz Miasta i Gminy Staszów (2006–2010).

## Życiorys
W latach 1976–1984 był kierownikiem obiektu w Energomontażu Północ, następnie kierownikiem działu w Przedsiębiorstwie Budowlano-Inżynieryjnym w Staszowie, w latach 1986–1989 – zastępcą dyrektora w spółdzielni mieszkaniowej w Staszowie, w 1989 roku był dyrektorem w Przedsiębiorstwie Handlowo-Produkcyjno-Usługowym KOBIS, następnie pracował w Kopalniach i Zakładach Chemicznych Siarkopol w Grzybowie. W latach 2000–2006 i 2010–2013 pełnił funkcję kierownika produkcji w Przedsiębiorstwie Produkcyjno Usługowym PROPOL Sp. z o.o. w Osieku. 
W latach 1990–1994 był członkiem zarządu miejskiego. Przez dwie kadencje, w latach 1994–2002 był radnym rady miejskiej w Staszowie. W 2002 w pierwszych bezpośrednich wyborach burmistrza Miasta i Gminy Staszów zajął drugie miejsce, przegrywając w drugiej turze z Romualdem Garczewskim. W 2006 wygrał wybory, pokonując w drugiej turze Romualda Garczewskiego. W następnych wyborach bezskutecznie ubiegał się o reelekcję, ostatecznie ponownie przegrywając w drugiej turze z tymże Romualdem Garczewskim. W tych wyborach zdobył jednak mandat radnego powiatu. 20 września 2013 roku radni wygasili jego mandat w związku ze skazaniem go za przekroczenie uprawnień podczas pełnienia funkcji burmistrza. 
Został pochowany na cmentarzu parafialnym w Wiśniowej.

## Odznaczenia
- Srebrny Krzyż Zasługi (2001)[10]
- Brązowa Odznaka Zasłużony dla Energetyki (1984)[4]
- Odznaka honorowa „Zasłużony dla Rolnictwa” (2007)[4]
- Srebrny Medal „Za Zasługi dla Pożarnictwa” (2007)[4]
- Złoty Medal „Opiekun Miejsc Pamięci Narodowej” (2010)[11]
- Odznaka Zasłużonego dla Miasta [Staszowa] (2008)[12].